# Orestes U. Bean
Orestes Utah Bean (1874-1937) fue un dramaturgo estadounidense. Bean nació en Provo, Utah, hijo de George Washington Bean. Era un feligrés de la Iglesia de los Santo de los Últimos Días.
La mayor obra de Bean fue la obra Corianton: Un romance azteca (Corianton: An Aztec Romance, en inglés), basado en la novela Corianton de B. H. Roberts y la novela A Ship of Hagoth de Julia A. MacDonald. A partir de 1902 Bean dirigió y produjo la obra en Utah. Logró dirigirla para seis representaciones en Broadway en 1912. También estuvo muy involucrado en que se convirtiera en una película como Corianton: An Unholy Lovestory, aunque no le gustó el resultado y demandó a Lester Parks por el asunto.